# Beninksberg
Beninksberg är en kulle i Belgien.   Den ligger i regionen Flandern, i den centrala delen av landet, 30 kilometer öster om huvudstaden Bryssel. Toppen på Beninksberg är 59 meter över havet.
Terrängen runt Beninksberg är huvudsakligen platt. Runt Beninksberg är det ganska tätbefolkat, med 230 invånare per kvadratkilometer.. Närmaste större samhälle är Leuven, 10,4 kilometer sydväst om Beninksberg. 
Omgivningarna runt Beninksberg är en mosaik av jordbruksmark och naturlig växtlighet.